# ایسلا پرز
ایسلا پرز (به اسپانیایی: Isla Pérez) یک جزیره در مکزیک است که در خلیج مکزیک واقع شده‌است.